# Schalenentwicklung
Unter Schalenentwicklung versteht man in der Analogfotografie die manuelle Entwicklung von Filmen und Fotopapieren in offenen Schalen. Diese werden mit Entwicklungsbädern gefüllt, in der Regel eine Entwicklungsflüssigkeit, ein Stoppbad und ein Fixiermittel. Das zu entwickelnde Material wird der Reihe nach mit Zangen in die Bäder getaucht und verbleibt die jeweils notwendige Zeit darin. Die Schalen werden während der Entwicklung bewegt. 
Diese Entwicklungsmethode findet vor allem bei der Ausarbeitung von Schwarz-Weiß-Papieren Anwendung. Dabei kann eine Beleuchtung des Raumes mit einer Dunkelkammerleuchte erfolgen, ohne eine Schwärzung des Fotopapieres zu verursachen. Eine Dunkelkammerleuchte ist zwar auch bei Farbpapieren einsetzbar, die dabei verwendbaren Lichtstärken sind jedoch deutlich geringer. Filmmaterial erfordert in der Regel Rotlicht, während bei Bromsilber-Fotopapier gelbes oder grünes Licht angezeigt ist.
Bei der Schalenentwicklung können besondere Effekte durch Nachbelichtungen etc. erzielt werden.